# Canton de Limoges-Landouge
Le canton de Limoges-Landouge est une ancienne division administrative française située dans le département de la Haute-Vienne et la région Nouvelle-Aquitaine. À la suite du redécoupage cantonal de 2014, le canton est fondu dans ceux de Limoges-1 et Limoges-2.

## Représentation
| Période | Période | Identité         | Étiquette | Qualité |
| ------- | ------- | ---------------- | --------- | --- |
| 1973    | 1982    | Louis Longequeue | PS        | Pharmacien Maire de Limoges (1956-1990) Ancien conseiller général du Canton de Limoges-Ouest (1952-1973) Député (1958-1977) Sénateur (1977-1990) Président du Conseil Régional (1981-1986) |
| 1982    | 1988    | Robert Savy      | PS        | Conseiller d'État Député (1988-1993) Président du Conseil Régional (1986-2004), conseiller municipal de Limoges (1977-1994), 1er adjoint au maire de Limoges (1983-1988)                   |
| 1988    | 2015    | Francis Barret   | PS        | Administrateur du "Populaire du Centre" Contremaitre de travaux Conseiller municipal de Limoges (1971-2014) Adjoint au maire de Limoges (1995-2008)                                        |

## Composition
Le canton de Limoges-Landouge groupe une fraction de communes et compte 14 041 habitants au recensement de 2010.
| Communes | Population (2012) | Code postal | Code Insee |
| -------- | ----------------- | ----------- | ---------- |
| Limoges  | 14 041            | 87100       | 87085      |

## Démographie
| 1962 | 1968 | 1975 | 1982 | 1990 | 1999   | 2006   | 2010   |
| ---- | ---- | ---- | ---- | ---- | ------ | ------ | ------ |
| -    | -    | -    | -    | -    | 12 806 | 12 049 | 14 041 |